# Koto Tuo (Kayu Aro)
Koto Tuo is een bestuurslaag in het regentschap Kerinci van de provincie Jambi, Indonesië. Koto Tuo telt 557 inwoners (volkstelling 2010).